# Tomás Herrera Martínez
Tomás Herrera Martínez (Santiago de Cuba, 31 de dezembro de 1950 – 18 de outubro de 2020) foi um basquetebolista cubano que integrou a Seleção Cubana que conquistou a medalha de bronze disputada nos XX Jogos Olímpicos de Verão realizados em Munique em 1972.
Morreu em 18 de outubro de 2020, aos 69 anos.